# Rodrigo Pacheco (político)
Rodrigo Otavio Soares Pacheco (Porto Velho, 3 de noviembre de 1976) es un político y abogado brasileño, que se desempeña como presidente del Senado Federal y del Congreso Nacional de Brasil. Aunque nació en Rondonia, hizo carrera política representando a Minas Gerais, habiendo sido senador desde 2019. Anteriormente, se desempeñó en la Cámara de Diputados de 2015 a 2019.

## Vida personal
Pacheco nació de Helio Cota Pacheco y Marta Maria Soares. Antes de convertirse en político, Pacheco trabajó como abogado, con énfasis en casos judiciales penales.

## Carrera política
Pacheco votó a favor de la moción de acusación de la entonces presidenta Dilma Rousseff, y se abstendría en una votación a favor de una investigación de corrupción similar sobre el sucesor de Rousseff, Michel Temer. Votó a favor de las reformas laborales brasileñas de 2017.